# Justo Figuerola
Justo Modesto Figuerola de Estrada (Lambayeque, San Pedro, 18 de junio de 1771 - Lima, 23 de mayo de 1854) fue un político y magistrado peruano, que ocupó la presidencia provisoria del Perú en dos ocasiones, durante unos días en 1843 y dos meses en 1844. Fue también presidente del primer Congreso Constituyente del Perú en 1823, y de la Corte Suprema del Perú, entre 1836 y 1837, así como ministro de Gobierno y Relaciones Exteriores (1829), y diputado. Es de resaltar que encabezó alternativamente los tres poderes del Estado: el Ejecutivo, el Legislativo y el Judicial, aunque el primero de manera provisoria.

## Nacimiento y estudios
Fue hijo del coronel corso Domingo María Figuerola Castiglio y de Ana María Juana Francisca de Estrada Alvarado. Nacido en una familia establecida en Lambayeque, obtuvo muy joven los grados de teniente (1783) y capitán de granaderos (1787) del regimiento de Milicias de su ciudad. En 1787 se trasladó a Lima para estudiar en el Real Convictorio de San Carlos, donde se graduó de bachiller en Sagrados Cánones (1795). Hizo su práctica forense en el estudio de Cayetano Belón y se recibió de abogado en 1797.
Se labró de prestigio cuando ganó una causa defendiendo al cura de la Matriz de Cajamarca, José Antonio Polo y Caso, a quien el obispo de Trujillo José Carrión y Marfil quiso inhabilitar perpetuamente por haber sostenido que en los viernes comunes del año podía comerse carne y pescado (1813).

## Catedrático en San Marcos
Retornó a Lambayeque, habiendo constancia que en 1801 fue capitán de las milicias locales. Pero poco después se incorporó a la labor académica en la Universidad de San Marcos, donde pronunció una oración laudatoria con motivo de la proclamación del rey Fernando VII, el 14 de octubre de 1808. Se desempeñó como catedrático de Filosofía Moral, Código y Vísperas de Leyes, así como procurador. Luego ejerció como notario mayor del arzobispado de Lima (1814-1824).
Fue uno de los primeros en firmar el Acta de la Independencia del Perú, el 15 de julio de 1821. El  17 de enero de 1822 fue designado para pronunciar la oración laudatoria en homenaje a José de San Martín, durante la recepción dada por la universidad sanmarquina al Libertador.

## Presidente del primer Congreso Constituyente
Fue elegido diputado por Trujillo en el primer Congreso Constituyente de 1822. Formó parte de la comisión encargada de redactar el proyecto de Constitución Política, junto con Manuel Pérez de Tudela, Toribio Rodríguez de Mendoza, Hipólito Unanue, José Faustino Sánchez Carrión, Francisco Javier Mariátegui, Carlos Pedemonte, José Gregorio Paredes, entre otros destacados juristas (1823).
El 20 de junio de 1823 fue elevado a la presidencia del Congreso. Luego, estuvo en el grupo de diputados que siguieron al presidente José de la Riva Agüero en su viaje a la ciudad norteña de Trujillo, pues el Congreso había decidido instalar allí la sede de los poderes del Estado. Fue entonces cuando, el 19 de julio de 1823, Riva Agüero decretó la disolución del Congreso y estableció un senado, conocido como "Senado de Trujillo", compuesto por diez vocales elegidos entre los mismos diputados, uno por cada departamento: Nicolás de Araníbar (Arequipa), Hipólito Unanue (Tarma), José Pezet (Cusco), Francisco Salazar (Puno), José Rafael Miranda (Ayacucho), Justo Figuerola (Huancavelica), Manuel de Arias (Lima), Toribio Dávalos (La Costa), José de Larrea (Huaylas) y Martín de Ostolaza (Trujillo). Este senado celebró 27 sesiones de 18 de septiembre a 18 de noviembre de 1823. Los diputados más recalcitrantes a esta medida fueron embarcados rumbo al sur.
Sin embargo, Figuerola se negó a apoyar a Riva Agüero en su rebeldía, y regresó a Lima, reincorporándose al reinstalado Congreso, cuya presidencia reasumió, de 12 de agosto a 20 de septiembre de 1823. Este mismo Congreso despojó de su autoridad a Riva Agüero y nombró como nuevo presidente a Torre Tagle, que finalmente entregó el poder al libertador Bolívar.

## Magistrado, parlamentario y ministro de Estado
Consolidada la independencia, formó parte de la comisión encargada de los proyectos de los códigos Civil y Criminal. El 1 de junio de 1825 fue nombrado vocal de la Corte Superior de Justicia. Pronunció una salutación en honor de Bolívar, durante un banquete ofrecido al Libertador en el Palacio de Gobierno, al celebrarse el primer aniversario de la batalla de Junín.
Fue luego miembro del Congreso General Constituyente de 1827 por la provincia de Lambayeque. Dicho congreso constituyente fue el que elaboró la segunda constitución política del país
En representación de la provincia de Lambayeque, fue uno de los sesenta y cinco diputados electos en 1825 por los colegios electorales y ratificados por la Corte Suprema, que fueron convocados para aprobar la Constitución Vitalicia auspiciada por Bolívar. Sin embargo, dicho congreso se quedó en juntas preparatorias pues un grupo mayoritario de dichos diputados, entre quienes estaba Figuerola, decidieron no asumir sus funciones y solicitaron a Bolívar que convocara el Congreso el año siguiente.
Fue luego diputado por la entonces provincia liberteña de Lambayeque en 1829, 1831 y 1832 durante el primer gobierno del Mariscal Agustín Gamarra. 
También fue ministro de Gobierno y Relaciones Exteriores, durante el gobierno interino del vicepresidente Manuel Salazar y Baquíjano, que reemplazaba al presidente José de la Mar ausente por la guerra contra la Gran  Colombia (1828-1829). Se mantuvo en dicho cargo hasta el golpe de Estado del general Antonio Gutiérrez de la Fuente, que luego dio pase al primer gobierno de Agustín Gamarra.
Por decreto de 20 de agosto de 1831 fue nombrado vocal de la Corte Suprema de Justicia, representando al departamento de La Libertad. Presidió este alto tribunal entre 1836 y 1837. Durante la reforma judicial de 1839 fue ratificado en su vocalía.

## Presidente interino de la República

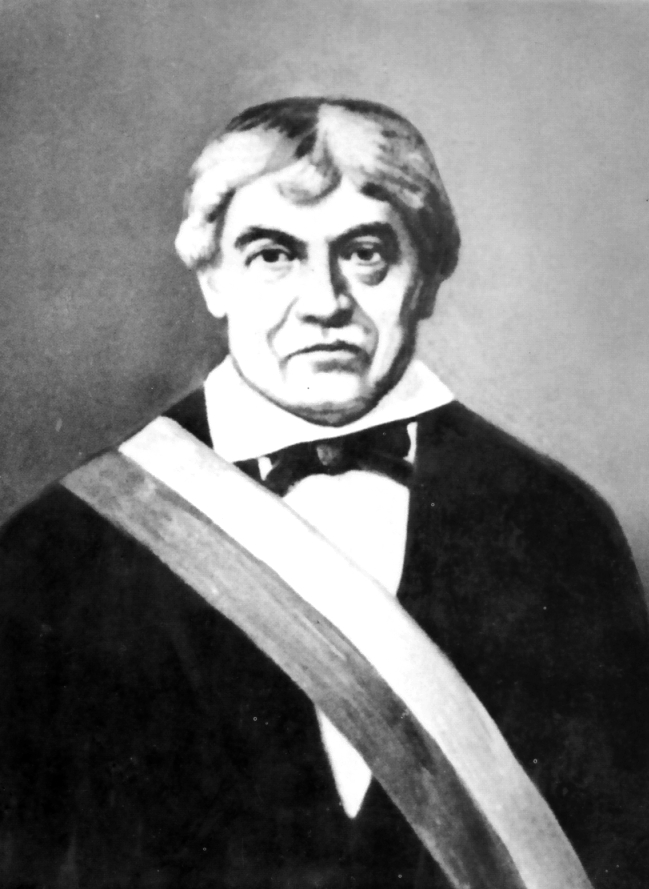
Justo Figuerola, como presidente interino.

Durante la segunda presidencia de Agustín Gamarra fue nombrado primer vicepresidente del Consejo de Estado en 1839 (cargo equivalente al de segundo vicepresidente; el presidente de dicho Consejo era Manuel Menéndez, que, por ende, era el primer vicepresidente). Tras la muerte del presidente Gamarra en la batalla de Ingavi, se desató la anarquía, y a Figuerola, que andaba ya agobiado por los achaques de la ancianidad, le correspondió hacerse cargo del Poder Ejecutivo en dos oportunidades.

### Primer gobierno
El primero de dichos mandatos, que recibió del general Francisco de Vidal, duró solo unos días, de 15 a 19 de marzo de 1843. Organizó su gabinete ministerial de esta manera: Matías León (Gobierno y Relaciones Exteriores), Ramón Castilla (Guerra) y Manuel de Mendiburu (Hacienda).
Se cuenta que una multitud rodeó su casa (situada en calle Plateros de San Agustín) y le exigió renunciar a favor del coronel Manuel Ignacio de Vivanco. Figuerola, que se hallaba ya acostado, siendo recién las seis de la tarde, ordenó a su hija política que arrojara por el balcón la banda presidencial, queriendo así demostrar su desprendimiento y a la vez para que lo dejaran tranquilo; el gentío cogió alborozado la insignia y se la llevó a Vivanco. Así lo relata Ricardo Palma en una de sus tradiciones peruanas («Tirar la banda por el balcón»). Una versión más confiable, la del memorialista Santiago Távara Andrade, recoge el mismo hecho, pero variando en que fue un mensajero, en altas horas de la noche, quien dando furiosos golpes en la puerta despertó a Figuerola para avisarle que en Palacio había revolución; el anciano, enojado, no quiso levantarse de la cama y ordenó a su hija que arrojara la banda por la ventana; no se menciona a ninguna multitud en las afueras de su casa.
El escritor Carlos Camino Calderón aludió también a dicho episodio en su novela "El daño". 

### Segundo gobierno
Su segundo mandato duró solo dos meses, de 10 de agosto a 7 de octubre de 1844. El 9 de agosto de 1844 decretó la supresión del ministerio General y el restablecimiento de los ministerios de Gobierno, Hacienda y Guerra. Fueron nombrados ministros: el presidente  de la Corte Suprema Manuel Pérez de Tudela (Gobierno y Relaciones Exteriores) y el hasta entonces ministro general Domingo Elías (Hacienda e interino de Guerra).
Finalmente, transfirió el gobierno a Manuel Menéndez, por ser este el legítimo sucesor de Gamarra, restaurándose así la constitucionalidad. Se alejó definitivamente de la escena política y se jubiló en 1851. Falleció en 1854.

## Obras escritas
Figuerola alternó su oficio de magistrado con la escritura. Entre sus obras principales mencionamos las siguientes:
- Práctica forense (1818), que por muchos años fue usado por los practicantes de abogacía.
- Noticia de las devotas rogativas con que la ciudad de Lima imploró el auxilio divino en las actuales circunstancias de la monarquía (1808).
- Oración que en el besamanos del 14 de octubre tenido en celebridad del cumpleaños de nuestro católico soberano Fernando VII y de su proclamación hecha el día anterior pronunció... (1808).
- Defensa de don José Antonio Polo y Caso (1813).
- Discurso en los días de nuestro suspirado monarca Fernando VII (1813).
- Plan a que los concurrentes a las conferencias de jurisprudencia teórico-prácticas establecidas conforme a los estatutos del ilustre colegio de abogados de Lima deben arreglar sus estudios para su más fácil instrucción (1818).
- Relación de las exequias por los jefes y subalternos que perecieron en la Punta de San Luis (1819).
- Cartas a un amigo acerca del papel que se dice escrito en Lima e impreso en Buenos Aires, intitulado manifestación histórica y política de la revolución de la América (1820).
- Elogio del excelentísimo señor don José de San Martín y Matorras, protector del Perú (1822).
- Elogio del señor don Joseph Gorbea y Badillo.
- Discurso sobre el artículo tercero del proyecto de constitución (1827)